# Baeotingis
Baeotingis is een geslacht van wantsen uit de familie van de Tingidae (Netwantsen). Het geslacht werd voor het eerst wetenschappelijk beschreven door Drake & Poor in 1939.

## Soorten
Het genus bevat de volgende soorten:

- Baeotingis ogloblini Drake & Poor, 1939
- Baeotingis silvestrii Drake, 1948
- Baeotingis vianai Kormilev, 1955